# Radnor (Ohio)
Radnor es un lugar designado por el censo ubicado en el condado de Delaware en el estado estadounidense de Ohio. En el Censo de 2010 tenía una población de 201 habitantes y una densidad poblacional de 107,64 personas por km².

## Geografía
Radnor se encuentra ubicado en las coordenadas 40°23′7″N 83°8′45″O / 40.38528, -83.14583. Según la Oficina del Censo de los Estados Unidos, Radnor tiene una superficie total de 1.87 km², de la cual 1.87 km² corresponden a tierra firme y (0%) 0 km² es agua.

## Demografía
Según el censo de 2010, había 201 personas residiendo en Radnor. La densidad de población era de 107,64 hab./km². De los 201 habitantes, Radnor estaba compuesto por el 94.53% blancos, el 0% eran afroamericanos, el 0% eran amerindios, el 0.5% eran asiáticos, el 0% eran isleños del Pacífico, el 0% eran de otras razas y el 4.98% pertenecían a dos o más razas. Del total de la población el 1.49% eran hispanos o latinos de cualquier raza.